# Brachium

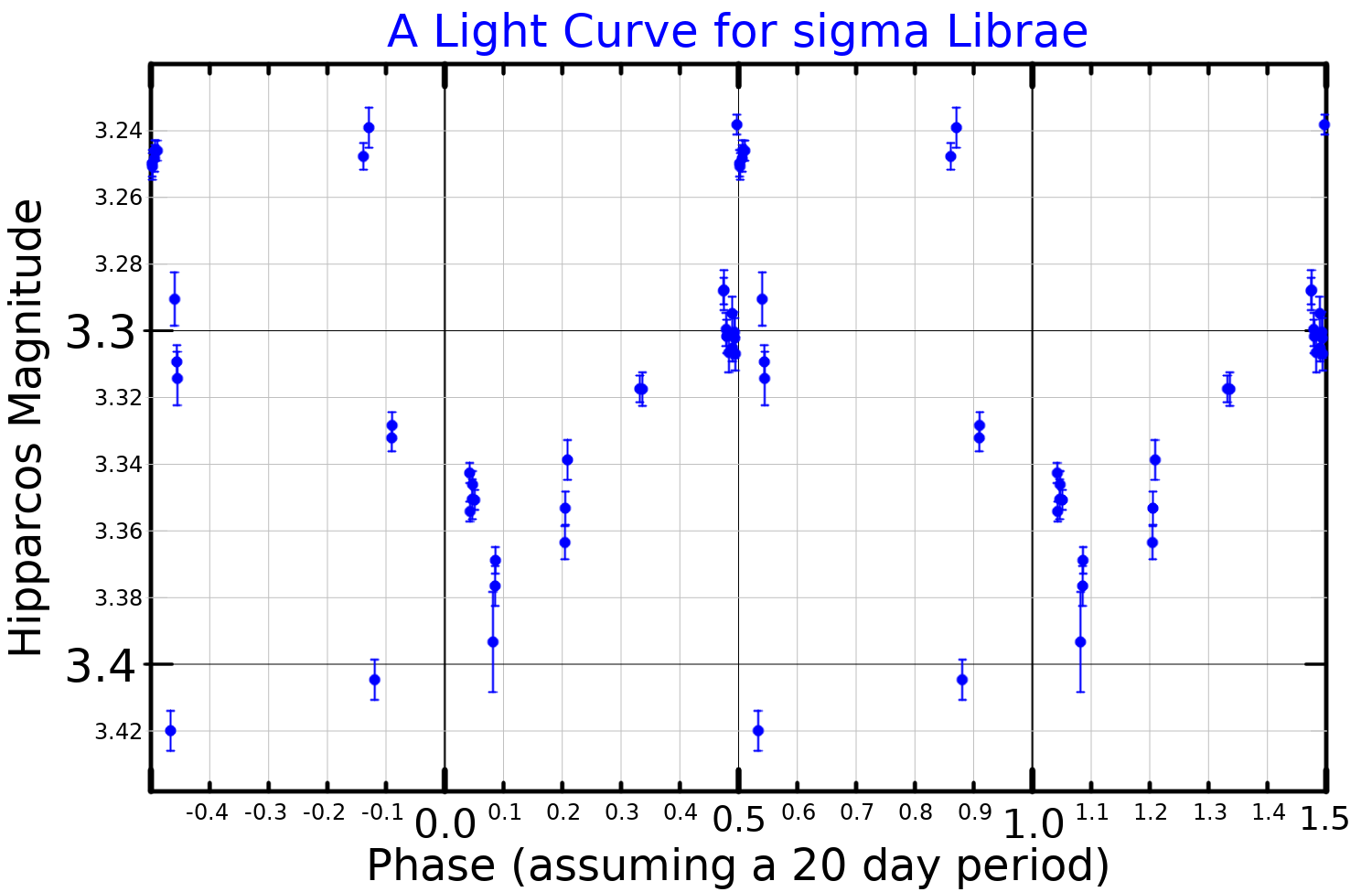
Lichtkromme van Sigma Librae

Brachium (sigma Librae) is een type M reus in het sterrenbeeld Weegschaal (Libra). De ster staat ook bekend als Cornu en Zubenalgubi. De ster lag oorspronkelijk in Schorpioen maar lag zover uit Schorpioen en in Weegschaal dat de astronoom Benjamin A. Gould het in de negentiende eeuw aan Weegschaal toewees.
De ster is stervende; de ster gebruikt een bijna uitgeputte koolstof-/zuurstofkern en schijnt daardoor fel en zet uit. De ster zal veranderen in een witte dwerg.